# Lyaud
Lyaud település Franciaországban, Haute-Savoie megyében. Lakosainak száma 1766 fő (2022. január 1.). Lyaud Allinges, Armoy, Féternes, Orcier, Reyvroz és Vailly községekkel határos.

## Népesség
A település népességének változása:
| Lakosok száma | 1593 | 1704 | 1746 | 1729 | 1737 | 1741 | 1745 | 1756 | 1766 |
|               | 2013 | 2015 | 2016 | 2017 | 2018 | 2019 | 2020 | 2021 | 2022 |